# Possementmager
En possementmager er en håndværker, der fremstiller possementartikler som borter, kvaster, bånd og frynser til tøj og møbler. Danmarks sidste possementmageri er Århus Possementfabrik
| Job | Spire Denne artikel om et job eller en stillingsbetegnelse er en spire som bør udbygges. Du er velkommen til at hjælpe Wikipedia ved at udvide den. |